# Albaida
|  | Aquest article tracta sobre la població del País Valencià. Vegeu-ne altres significats a «Riu Albaida». |

Albaida és una ciutat del País Valencià, capital històrica de la comarca de la Vall d'Albaida.

## Geografia
Albaida està situada 85 km al sud de la ciutat de València, amb la qual es comunica per autovia, oferint una localització estratègica per sobre del marge esquerre del riu Albaida i a una altitud mitjana sobre el nivell del mar d'uns 320 metres aproximadament.
Albaida és a la riba esquerra del riu Albaida entre el riu Clariano i la serra d'Agullent. El territori és ondulat, sense grans altures de mitjana, a excepció de la part sud on s'eleva la serra d'Agullent. La ciutat està situada sobre un turó, té carrers amples de moderna traça, i altres antics on queden cases senyorials.

### Municipis limítrofs
El terme municipal d'Albaida comprèn aproximadament uns 36 km² i limita amb els següents municipis:
Atzeneta d'Albaida, Agullent, Aielo de Malferit, Benissoda, Bufali, Olleria, i El Palomar a la Vall d'Albaida, i Agres i Muro d'Alcoi a la comarca del Comtat.

### Barris
Podem trobar els següents barris: El Romeral, les casetes del Romeral, l'avinguda, les bestioletes, la glorieta, els mosquits, la vila, el cardavall, el sector, les casetes del camp de futbol, la finca blava, la torre, la vall de la salut i l'Aljorf (antic municipi annexionat per Albaida el 1888). L'Aljorf va ser poble fins al segle xix en què Albaida va créixer tant que des d'aleshores ho considera barri. Aleshores tenia uns cinc cents habitants. Actualment molts s'han instal·lat a Albaida i no hi romanen més de dos cents.

### Accessos
Des de València, s'accedix a Albaida a través de l'A-35 per a enllaçar amb CV-40. També es pot accedir des de Xàtiva per l'N-340, a través de la Serra Grossa i des de Gandia, s'accedix a través de la CV-60. Des d'Alacant, el camí més ràpid és per l'A-7, que naix en Sant Vicent del Raspeig.

### Infraestructures d'accessos i transports
El principal eix de comunicació per carretera a la Vall d'Albaida és la carretera/autovia que entra pels túnels de l'Olleria i que passa prop de l'Olleria, Aielo de Malferit, Ontinyent, Agullent, Benissoda, Albaida i Atzeneta d'Albaida per continuar pel port d'Albaida buscant Alcoi i Alacant.
Altres vies de circulació importants són: la carretera que connecta Albaida amb La Safor, l'antiga N-340 que passa per Bellús, Alfarrasí, Montaverner i Albaida, la que l'acosta a Villena per Ontinyent i Bocairent i altres que tenen un ús més local.
La línia de ferrocarril connecta Albaida amb ciutats tan importants com Alcoi, Ontinyent, Xàtiva i València. Manté el seu recorregut i part de la seua infraestructura des que es va construir a la darreria del segle xix. L'estació de ferrocarril d'Albaida pertany a la línia 47 de mitjana distància, coneguda com a València-Xàtiva-Alcoi.
També disposa de línia d'autobús que diàriament passa pel poble per fer el trajecte Alcoi-València d'una banda i Gandia-Ontinyent per una altra. 

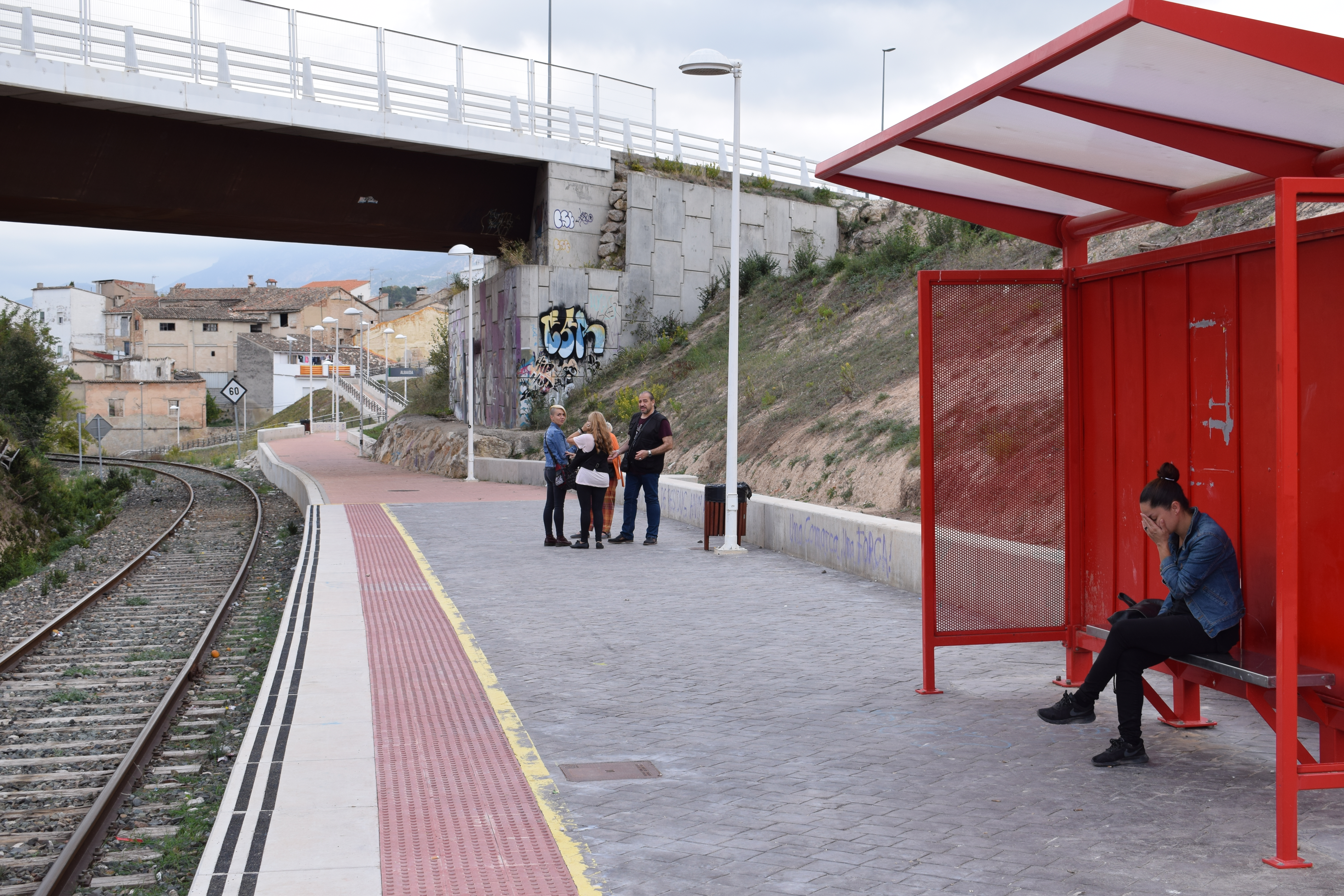
Estació Adif Albaida

## Topònim
El topònim Albaida prové de la veu àrab مدينة) البيضاء)', és a dir, (madina) al-bayda ‘(la ciutat) blanca’, que probablement feia referència al color blanc de la terra de la major part de la comarca o de les terres conreades més pròximes a Albaida.

## Història
L'assentament es remunta a l'època ibera de la qual s'han descobert restes arqueològiques. Hi ha restes de l'època ibèrica en el jaciment de la Covalta, així com en el vell castell (Castell Vell). De l'època musulmana encara romanen alqueries, part de l'actual emplaçament de la vila i el Castell Vell (transformat en la intensa ocupació medieval). L'actual nucli de població és d'origen musulmà. Al seu terme s'han trobat, tanmateix, abundants jaciments que testimonien un poblament d'antiguitat molt superior.
Després de la conquesta cristiana del 1244 per Jaume I forma part de la Corona d'Aragó, la població àrab va ser expulsada per haver-se rebel·lat contra els conqueridors, i s'inicià, aleshores, una repoblació amb colons procedents d'Aragó, Catalunya i Castella.
A la crònica de Ramon Muntaner s'indica que Corral de Llança es va convertir en el primer Marqués d'Albaida i Carrícola. Al mateix temps que el seu amic Roger de Llúria va ser atorgat el territori veí d'Alcoi.
El 1269, Albaida fou alienada del Patrimoni Reial i es va iniciar la seua dependència senyorial. En la titularitat de la senyoria van succeir-se distintes cases nobiliàries fins a arribar, a la fi del segle xv (quan el 1477, Joan II va concedir el primer títol de comte d'Albaida), als Milà d'Aragó, que es mantingueren al capdavant fins a la seua definitiva desaparició. Des de final del segle xiii, els senyors d'Albaida, exercien sobre ella (per donació efectuada ad feudum Catalonia), la jurisdicció baronial, que els facultava per exercir justícia sobre llurs habitants en tota mena de delictes. Probablement també (si no per dret, si de fet) van tenir capacitat per a controlar l'elecció dels càrrecs municipals. Sabem que, a principi del segle xvii, la vila adquirí la condició d'Universitat.
El 1604 Felip III va instaurar el marquesat d'Albaida, que comprenia la ciutat d'Albaida i els termes dels actuals pobles de Benissoda, el Palomar, Carrícola, l'Aljorf i Atzeneta d'Albaida. També en van formar part, en el segle xviii, Montaverner, la baronia d'Otos, Bèlgida i la seua baronia. L'autonomia del marquesat desaparegué amb els decrets de Nova Planta, en virtut dels quals el nou batle major era triat per la noblesa territorial.
La seua condició de poble habitat per cristians vells va reduir el seu poder a unes cinc cents fanecades de molt bona qualitat i a 77 propietats urbanes. La forma de propietat fou, per tant, majoritàriament alodial, lliure de llast econòmic de les càrregues senyorials. Per la incapacitat d'actualitzar els censos que pesaren sobre Albaida, la població va constituir l'excepció a la regla històrica que incidix sobre la carregositat del règim senyorial imposat a què pertany. L'absència de partició dels fruits va ser la seua nota diferencial. No obstant això, el llaurador d'Albaida donà sobrades mostres de la seua oposició al règim. Entre altres, caldria citar no sols les múltiples i variades formes d'ocultació, sinó també, i sobretot, la revolta antisenyorial del 1639 i la seua posició agermanada al segle xvi o l'austriacista del segle xviii.
El 1906 se li concedí el títol de ciutat.

## Socioeconomia i població
Fins a la fi de l'Edat Moderna, i encara esta superada, va constituir, per la seua organització socioeconòmica, un món agrícola ben perfilat. La immensa majoria de la població era llauradora i un escàs 15 o 20 per cent desenvolupava activitats artesanals. En eixe panorama tradicional sorprén la «modernitat» de la seua agricultura a mitjan segle xviii. En aquell període, els seus conreus, essencialment arboris (morera, olivera, garrofa, raïm) denoten l'abandó de l'autoconsum, una clara orientació comercialitzable.
Enfront del dinamisme agrari, contrasta l'atonia del seu sector artesanal, expressada tant per les seues produccions (sabó, llenços, espelmes) com pel seu sistema de producció gremial. La present centúria ha invertit, això no obstant, la situació; la seua recent industrialització ha perfilat una població essencialment industrial que manté una nodrida xarxa d'empreses, generalment de caràcter familiar, dedicades a la producció tèxtil i a una tradicional cereria en franc retrocés. La transformació referida ha permès els efectes que, al seu entorn ha provocat l'emigració rural, ja que sense haver-se vist totalment lliure d'ella, la seua població ha conegut un clar ascens: 2.900 habitants (albaidins) el 1845, 5.858 el 1986 i 6.044 el 2002. Segons el cens efectuat al llarg de 2001, un 86,16% parlen valencià.

### Demografia
| 1842  | 1877  | 1887  | 1900¹ | 1910  | 1920  | 1930  | 1940  | 1950  | 1960  | 1970  | 1981  | 1991  | 1996  | 2001  | 2006  | 2010  |
| ----- | ----- | ----- | ----- | ----- | ----- | ----- | ----- | ----- | ----- | ----- | ----- | ----- | ----- | ----- | ----- | ----- |
| 2.969 | 3.453 | 3.528 | 3.987 | 4.164 | 4.401 | 4.096 | 4.133 | 4.012 | 4.290 | 5.009 | 5.573 | 5.868 | 5.793 | 5.951 | 6.273 | 6.335 |

 ¹ Entre el Cens de 1897 i l'anterior, creix el terme del municipi perquè incorpora el municipi de l'Aljorf.

### Economia
Els pilars econòmics d'Albaida són l'activitat agrícola i les indústries tèxtil i de la cereria. L'agricultura és fonamentalment de secà i produïx fruites, hortalisses, olives i garrofes, on la principal producció és la de raïm de taula. Cal destacar també la presència d'oliveres, ametllers i tarongers.
La indústria ha desbancat a l'agricultura com a principal sector econòmic i productiu. Des del segle xv la indústria de la cereria (actualment en retrocés), va ser una de les ocupacions més importants dels veïns, convertint a Albaida en un important centre productor (a final de la dècada de 1970 encara comptava amb vint fàbriques de cera). Mentre que la indústria tèxtil (que també té arrelament de segles), ha assolit un gran desenvolupament, manufacturats edredons, cobrellits, estovalles, cortinetes, llençols, mantes, tovalloles, draps de cuina i gèneres de punt.
Pel que fa a la gestió municipal, en acabar la huitena legislatura (2007-2011) es va fer una auditoria externa per tal de comprovar l'estat de les arques municipals, trobant un dèficit de 17.421.377 euros.

## Política i govern

### Composició de la Corporació Municipal
El Ple de l'Ajuntament està format per 13 regidors. En les eleccions municipals de 26 de maig de 2019 foren elegits 7 regidors de Compromís per Albaida (Compromís), 3 del Partit Socialista del País Valencià (PSPV-PSOE) i 3 del Partit Popular (PP).
| Eleccions municipals de 26 de maig de 2019 - Albaida                                                                              |                                          |                                     |                                     |        |          |          |
| Candidatura | Candidatura                              | Candidatura                         | Cap de llista                       | Vots   | Vots     | Regidors |
| | Compromís per Albaida                    |                                     | Josep Antoni Albert i Quilis        | 1.739  | 50,66%   | 7 ()     |
| | Partit Socialista del País Valencià-PSOE |                                     | José Vicente Penades Albert         | 861    | 25,08%   | 3 (+2)   |
| | Partit Popular                           |                                     | Ignacio Soler Vila                  | 739    | 21,53%   | 3 (-1)   |
| | Altres candidatures                      |                                     |                                     | 48     | 1,40%    | 0 ( -1)  |
| | Vots en blanc                            |                                     |                                     | 46     | 1,34%    |          |
| Total vots vàlids i regidors | Total vots vàlids i regidors             | Total vots vàlids i regidors        | Total vots vàlids i regidors        | 3.433  | 100 %    | 13       |
| | Vots nuls                                | Vots nuls                           | Vots nuls                           | 80     | 2,28%    |          |
| Participació (vots vàlids més nuls)                                                                                               | Participació (vots vàlids més nuls)      | Participació (vots vàlids més nuls) | Participació (vots vàlids més nuls) | 3.513  | 75,65%** |          |
| Abstenció | Abstenció                                | Abstenció                           | Abstenció                           | 1.131* | 24,35%** |          |
| Total cens electoral | Total cens electoral                     | Total cens electoral                | Total cens electoral                | 4.644* | 100 %**  |          |
| Alcalde: Josep Antoni Albert i Quilis (Compromís) (15/06/2019) Per majoria absoluta dels vots dels regidors (7 vots de Compromís) |                                          |                                     |                                     |        |          |          |
| Fonts: JEC, JEZ Ontinyent, M. Interior, Periòdic Ara. (* No són vots sinó electors. ** Percentatge respecte del cens electoral.)  |                                          |                                     |                                     |        |          |          |

### Alcaldes
Des de 2011 l'alcalde d'Albaida és Josep Antoni Albert i Quilis de Compromís.
| Període                       | Alcalde o alcaldessa         | Partit polític | Data de possessió | Observacions |
| ----------------------------- | ---------------------------- | -------------- | ----------------- | ------------ |
| 1979–1983                     | Juan Ignacio Monzó Vila      | UCD            | 19/04/1979        | --           |
| 1983–1987                     | José Manuel Bellver Juliá    | AP-PDP-UL-UV   | 28/05/1983        | --           |
| 1987–1991                     | José Manuel Bellver Juliá    | AP             | 30/06/1987        | --           |
| 1991–1995                     | Joan Antoni Bodi i Quilis    | PSPV-PSOE      | 15/06/1991        | --           |
| 1995–1999                     | Joan Antoni Bodi i Quilis    | PSPV-PSOE      | 17/06/1995        | --           |
| 1999–2003                     | Joan Antoni Bodi i Quilis    | PSPV-PSOE      | 03/07/1999        | --           |
| 2003–2007                     | Juan José Beneyto Galbis     | PP             | 14/06/2003        | --           |
| 2007–2011                     | Juan José Beneyto Galbis     | PP             | 16/06/2007        | --           |
| 2011–2015                     | Josep Antoni Albert i Quilis | Compromís      | 11/06/2011        | --           |
| 2015–2019                     | Josep Antoni Albert i Quilis | Compromís      | 13/06/2015        | --           |
| 2019-2023                     | Josep Antoni Albert i Quilis | Compromís      | 15/06/2019        | --           |
| Des de 2023                   | n/d                          | n/d            | 17/06/2023        | --           |
| Fonts: Generalitat Valenciana |                              |                |                   |              |

## Monuments
Encara que a Albaida es troben nombrosos llocs que poden interessar al visitant com fonts de pedra, ermites, façanes antigues, portals, etc. És important el conjunt històrico-monumental de la part més antiga de la ciutat, presidit pel palau dels Milà i Aragó (símbol de l'antic poder feudal, que Jaume I convertí en 1244 en una vila cristiana), i l'església arxiprestal, el museu de pessebres, la casa museu Josep Segrelles, el museu de titelles, la plaça de la vila i tots aquells carrers estrets, cases emblanquinades i senyorials dels segles xviii-xix que l'envolten.
Passejant pels seus carrers es troben casalots del segle xvi i xvii, portes medievals, muralles d'Albaida, taulells, part de la vella muralla amb les portes de la Vila i L'Aljorf, etc. i un conjunt de fonts de pedra que daten del segle xiv.

### Monuments religiosos

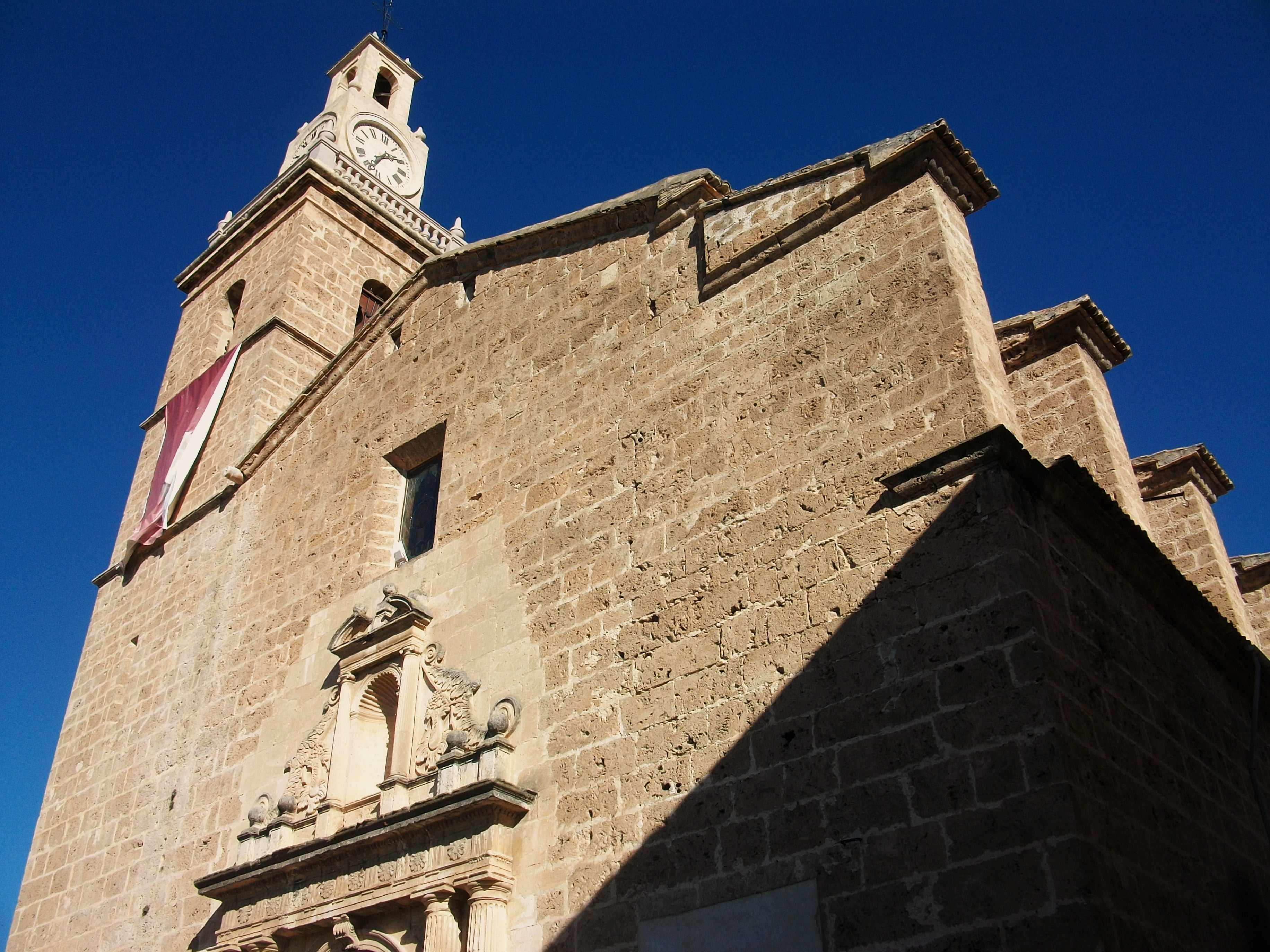
Església Arxiprestal de l'Assumpció de la Mare de Déu.

- Església Arxiprestal de l'Assumpció de la Mare de Déu: Abraçada per l'antiga casa del Senyor, s'alça l'església de Santa Maria, dedicada per Jaume I a la Mare de Déu de l'Assumpció. Edifici religiós d'estil gòtic valencià, construït entre 1592 i 1621, i restaurat el 1830. El que més destaca d'ella és l'altíssim campanar de planta quadrada que es va utilitzar com a torre de vigilància fins que es va afegir la rematada a mitjan segle xix. L'església actual va ser edificada en substitució de la vella església de la Mare de Déu de l'Assumpció, construïda al segle xiii. Presenta una nau única amb capelles entre els contraforts. La façana mostra com a característiques principals la seua senzillesa i les seues dues portalades renaixentistes. La campana més antiga (la major) és de l'any 1786. A l'interior, cal destacar, en les capelles, les escultures neobarroques de Gallarza, el llit imperial de la Mare de Déu d'Agost (segle xvii) i la pila baptismal de marbre (segle xviii). A l'altar major (segle xvii) hi ha un conjunt d'olis de Josep Segrelles, així com les pintures amb escenes religioses d'Albaida que hi ha entre els arcs de les capelles i la cornisa de la nau, i els llenços emplaçats a la capella Reial de la Comunió (edifici adjacent del segle xix). La sagristia conserva diversos ornaments de luxe dels segles xv al segle xx, destacant la Vera Creu, un reliquiari de plateria gòtica que sembla obra del segle xv i l'única peça valenciana, segons els especialistes, conservada entre totes les que van ser elaborades en or massís en aquella època.
- Convent de la Puríssima dels Pares Caputxins: Està situat a la plaça del convent. Fundat el 1598 en detriment del vell hort senyorial del Real, presenta construcció d'estil gòtic. Actualment només queda l'església, que té una nau central i dos laterals amb capelles. La façana de color blanc té tres alçades. Adossades al costat dret de l'església trobem estances de diferents altures, amb finestretes de maó massís i reixes de ferro forjat.

### Monuments civils

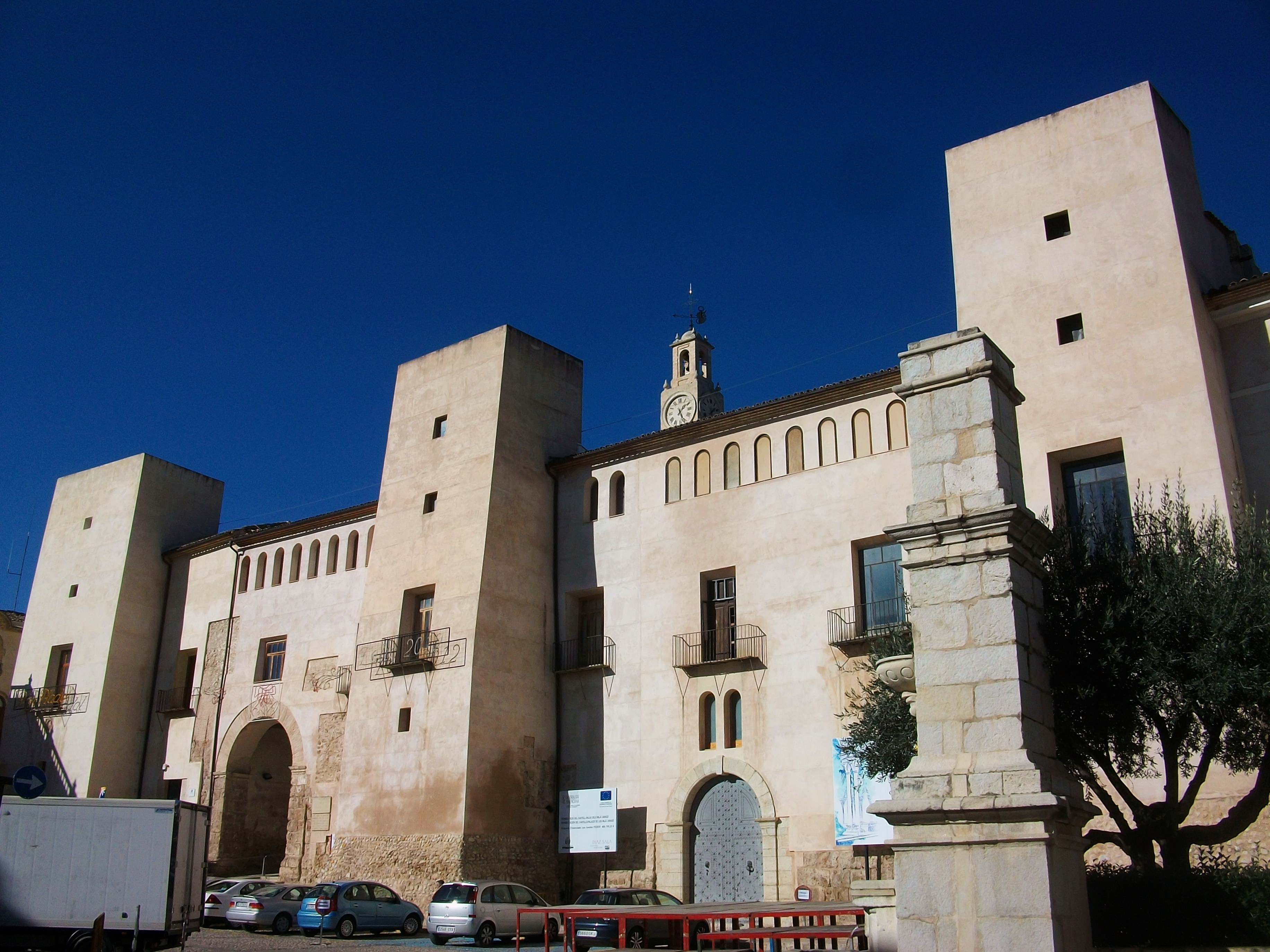
Palau dels Milà i Aragó.

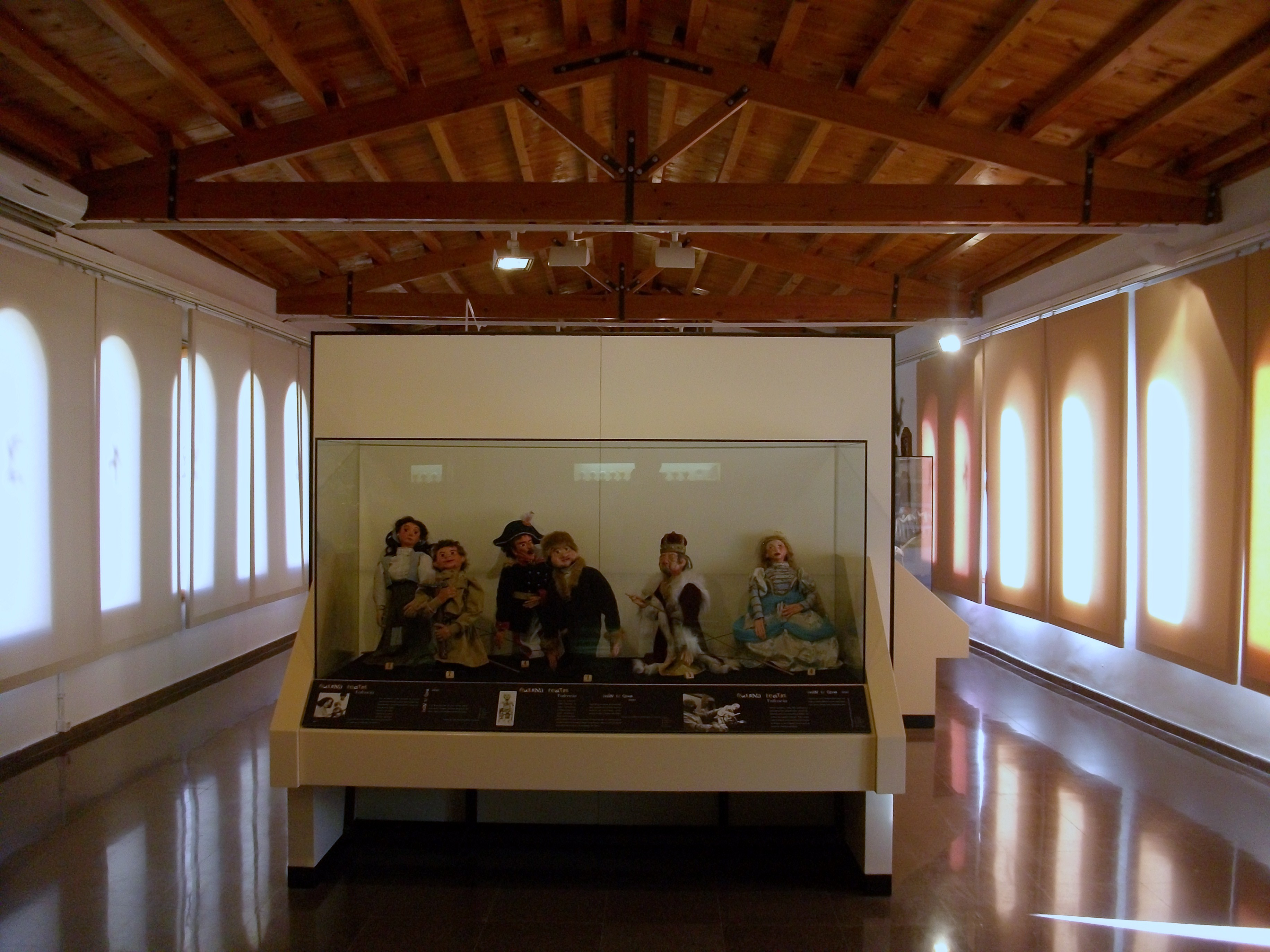
Museu Internacional de Titelles d'Albaida.

- Palau dels Milà i Aragó, Marquesos d'Albaida: La mola del palau marquesal dels Milà i Aragó descansa sobre tres potents torres edificades pels almohades i aprofitades per fundadors catalans en l'estratègica Porta de les Muntanyes de València: lloc de pas cap a les valls d'Alcoi i Alacant. És una sòlida construcció amb tres torres quadrades que va ser residència dels marquesos titulars de la població. Al costat de l'església, és sens dubte l'edifici més monumental i emblemàtic de la ciutat d'Albaida. A partir de les primeres muralles que els musulmans varen construir al segle xiii, naix el primitiu palau, aprofitant tres de les torres de defensa: la de Ponent, la central i la torre palacial. Construït al final del segle xv (1471-1477) tenia aparença de residència nobiliària i tenia adossada el principal accés a l'espai emmurallat, la porta de la Vila (construïda el 1460 amb carreus calcaris i arc de mig punt amb teulada de teula àrab). La dovella central encara conserva les restes de l'escut amb armes del primer comte d'Albaida. Cal destacar, en les diferents façanes del palau, els escuts heràldics de diferents èpoques. A l'interior trobem sales decorades amb coloristes pintures barroques de l'albaidí Bertomeu Albert (final del segle xvii). Són especialment rellevants les sales del Tron, de la Música, del Crist, la Blanca i el dormitori i la sala del marquès. A la part ja rehabilitada del palau, i amb accés des de dins, s'ha instal·lat el Museu Internacional de Titelles d'Albaida. Al palau es troba també una maqueta de grans dimensions (escala 1:100 i de vora 20 m² de superfície) amb la reconstrucció de la vila d'Albaida del segle xv.
- Casa Museu del Pintor Josep Segrelles: Creat pels hereus de Segrelles a la casa on residia i tenia el seu estudi, i en el mateix edifici on s'instal·là una biblioteca pública. Està localitzada en un carrer estret que dona a la plaça del Pintor Segrelles, entorn del palau i de l'església arxiprestal. La casa va ser dissenyada i construïda per ell mateix el 1943. Tota la decoració amb motius àrabs de gran part de la casa, és idea del pintor i es manté igual que quan ell vivia. En estes estances hi ha més de cent cinquanta obres originals del pintor, a destacar entre elles, il·lustracions per novel·les de Vicent Blasco Ibáñez, per als contes de Les mil i una nits, per El Quixot i la seua obra pòstuma La Pentecosta. També és important la biblioteca amb uns onze mil exemplars.
- Muralles d'Albaida
- Museu Internacional de Titelles d'Albaida (MITA): Situat al Palau dels Marquesos, s'hi exposa una important col·lecció internacional de titelles. Es va inaugurar el desembre de 1997 gràcies a la iniciativa del grup «Bambalina Titelles», d'origen albaidí, com a complement de la Mostra de Titelles de la Vall d'Albaida que s'organitza anualment al desembre.[9] El museu té diverses sales d'exposició, un petit taller didàctic, així com un centre de documentació i sala de projeccions. L'exposició allotja titelles procedents d'Europa, Àsia, Àfrica, i de països orientals com Indonèsia, el Pakistan, Turquia i la Xina. Està situat dins del conjunt monumental del Palau dels Marquesos, edifici del segle xv.

### Altres llocs d'interès

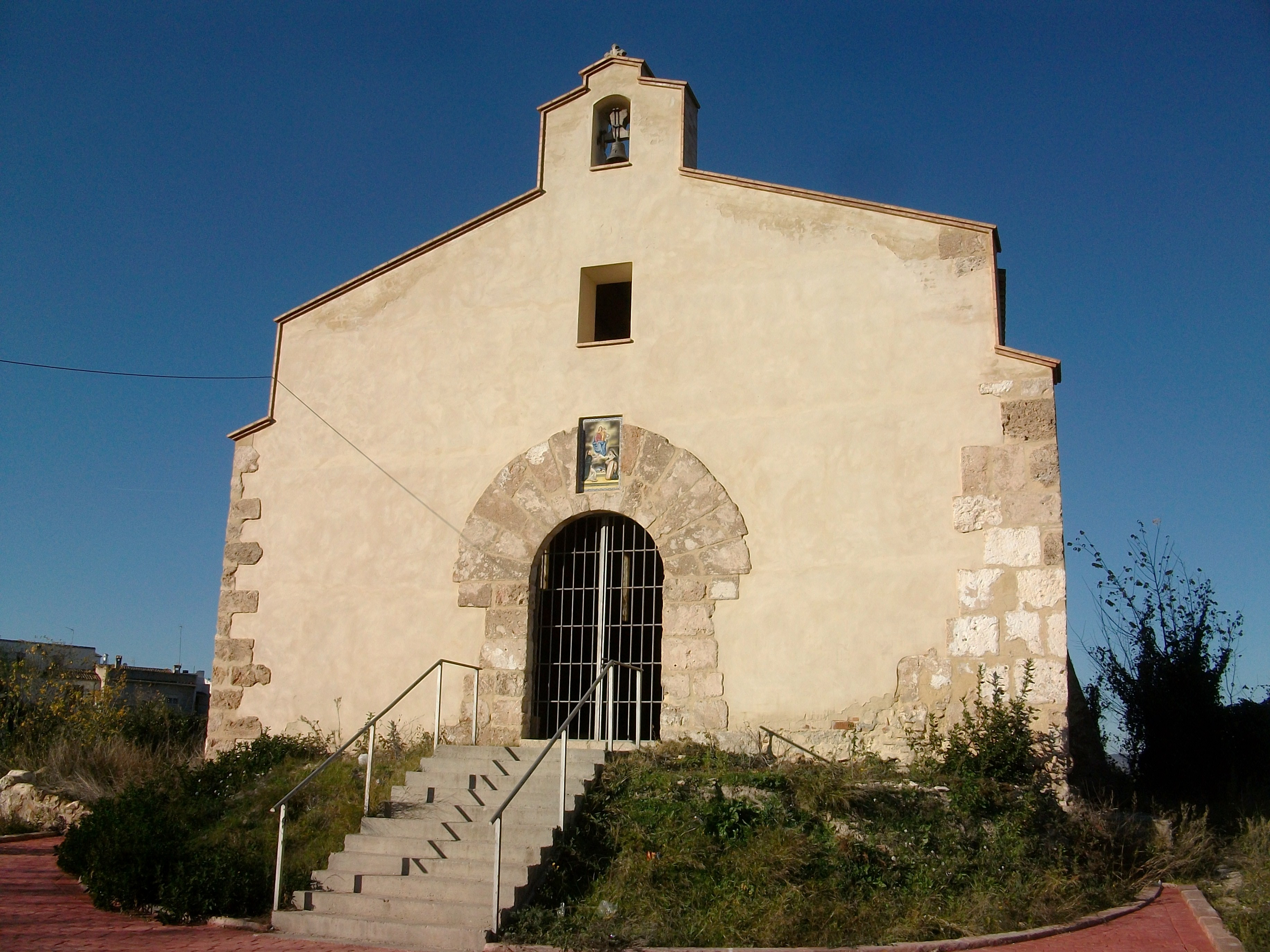
Ermita del Roser.

- Plaça de la Vila: és part del recinte emmurallat del segle xv, al qual s'accedix encara per la porta de la Vila. A la plaça es troba l'església de Santa Maria de l'Assumpció, la part posterior del palau dels Milà i Aragó, l'accés a la casa museu de José Segrelles, la casa dels Vallcaneda (casa del segle xvi on el 1903 se situava l'antic ajuntament), el museu de betlems, el museu internacional de titelles i la casa Abadia (segle xviii).
- Porta de l'Aljorf: localitzada entre la vila i el barri de l'Aljorf. Es tracta d'una de les portes d'accés al recinte emmurallat del segle xiii, i permetia l'accés a la part més baixa del poble. Al llarg del segle xx la part baixa de la porta es va fer més ampla perquè poguessin passar els vehicles sense dificultat.
- Sala d'Exposicions Francisco Ridaura: a la Sala d'Exposicions Francisco Ridaura pot visitar una exposició permanent del pintor albaidí Francisco Ridaura, un artiste amb una obra molt extensa en la qual predominen els paisatges i vistes de la seua població natal. El mateix pintor va crear en vida el «Concurs de Pintura i Dibuix Infantil i Juvenil Francisco Ridaura», on s'exposen a la sala durant les festes locals de cada any les obres presentades pels xiquets i xiquetes d'Albaida.
- Museu de Betlems i Dioràmes: creat l'any 2002 en la casa Vallcaneda, on el visitant troba una representació de betlems, molts d'ells ambientats en carrers i paratges d'Albaida.
- Ermites: hi ha nombroses ermites de gran senzillesa i de les quals destaquen els plafons ceràmics. Fetes o refetes al segle xix, prenen el nom del carrer on estan (ermita de Sant Joan, ermita de Sant Miquel, ermita de Sant Antoni Abat, ermita de Sant Josep). A l'Aljorf es troba l'església parroquial de la Nativitat (del segle xviii, té un campanar de planta quadrada, amb dos cossos sense coronament), i l'ermita del Roser (ermita de les anomenades de Reconquesta).
- Fonts de pedra: a la ciutat hi ha diferents i rellevants fonts de pedra.

## Esports
L'any 2005 es va fundar el club Ciutat d'Albaida, dedicat a la pilota valenciana.
Des de l'any 1977 es realitzen carreres de motocross a Albaida, organitzades pel Moto Club Albaida, que el 2005 canvià la seua denominació a Moto Club Ciutat d'Albaida. Actualment s'organitzen anualment proves dels Campionats d'Espanya de Motocross i Quadcross en el Circuit de la Vega, un dels millors traçats l'Estat Espanyol.

### Excursions pel terme municipal
Pel terme municipal d'Albaida es poden realitzar nombroses excursions a l'aire lliure que comprenen les següents rutes:
- Els molins d'aigua: davant l'ermita del Roser, a la dreta del riu Albaida i sota el pont del ferrocarril, es troben les restes del molí de la Creu o de l'Aljorf, un altre és el molí d'Elias, i el molí de les Palanques. En direcció cap a Atzeneta d'Albaida, s'advertixen les restes del molí de Baix o molí Nou. Pel mateix camí, es troba el que queda del convent o monestir de Santa Anna (antic monestir fundat el 1538 pel pare Micó, amb la missió d'aconseguir la conversió dels moriscos al cristianisme. Va ser l'escenari dels més cèlebres miracles de Sant Lluís Bertran, al segle xvi). Uns metres séquia amunt s'inicia la séquia del Port (l'eix econòmic més antic i rellevant del terme d'Albaida).
- Les muntanyes: A la ciutat d'Albaida cal destacar una fàcil ascensió al cim de la Covalta (890 metres), i poden recórrer les restes del poblat ibèric més important de la zona (segles vi aC-iv aC). A més, dos grans itineraris publicats en el llibre de Paco Tortosa Pastor La comarca de la Vall d'Albaida, formen part dels sis recorreguts que travessen la comarca i passen per Albaida: l'itinerari núm. 4 de 75 km aproximadament, naix a Albaida i recorre tots els pobles de la serra del Benicadell, recorrent nombrosos PR (Sender de Petit Recorregut) i SLV (senders locals). L'itinerari núm. 5 de 30 km aproximadament, naix a Ontinyent, recorre la serra d'Agullent i la Covalta i acaba a Albaida.

## Festes
- Festes Patronals i de Moros i Cristians en honor de la Santíssima Mare de Déu del Remei (patrona de la ciutat). Se celebren durant els dies 6 i 7 d'octubre. Comencen el dia 29 de setembre amb l'«arbolà» de Sant Miquel i conclouen el dia 11 d'octubre amb els últims actes de les festes de moros i cristians que seguixen les festes patronals (i del dia 11 al 20 d'octubre se celebra el novenari de la Mare de Déu del Remei per tancar les festes patronals).

A continuació les tradicionals festes de Moros i Cristians, destacant com a actes més significatius l'Entrà, desfilada de les tropes mores i cristianes amb les seues millors gales i les ambaixades, representació de la lluita entre les tropes per les claus de la ciutat.

## Música
Albaida és una ciutat que compta amb una gran tradició musical, fomentada, sens dubte, per l'existència de diverses entitats musicals en la població, entre les quals cal destacar:
- Agrupació Vocal Eduardo Torres: Entitat coral amateur fundada el 1967, coneguda popularment com a l'«Orfeó d'Albaida».[10] L'any 2006 comptava amb 32 membres. Al llarg de la seua història ha obtingut diversos premis nacionals. Realitza la seua activitat musical durant tot l'any, a través d'assajos, concerts i participació en certàmens Corals.
- Unió Musical d'Albaida (L'Aranya)
- Cercle Musical Primitiva d'Albaida (El Gamell)
- Grup de Percussió, Metall i Dolçaina «Raval Jussà»
- Colla de Xirimiters La Pedrera

## Gastronomia
Albaida té una gran varietat de plats dins de la seua gastronomia. Hi ha molts plats de cullera o de calent, amb un protagonista principal, l'arròs. Cal destacar l'arròs al forn, l'arròs caldós amb conill, l'arròs de putxero, l'arròs amb bledes, la paella, l'arròs amb crosta d'ou.
Per festes d'octubre i de Nadal, destaca la rebosteria feta amb ametlles, ous, farina, sucre i oli (carquinyols, pastissos de moniato, rotllets, coques d'ametlla, polvorons). Per Nadal cal destacar el torró que elaboren en les pastisseries del poble així com del pastís d'escuma (típic regal de reis durant molts anys). A la tardor els bolets admeten qualsevol tipus de presentació (en una coca al forn, fregits amb alls, amb paella o arròs caldós). A l'estiu els caragols amb salsa i la coca de tomaca i pebre vermell són dos plats que hui, encara tenen molta rellevància.
Per gener-febrer, és molt típic anar de cassoleta i per quaresma menjar mandonguilles de bacallà preparades per Divendres Sant, a més de "les mones i fogasses", també elaboren a Albaida el codonyat.
Els plats més representatius són:
- Arròs al forn
- Arròs caldós amb conill
- Arròs amb bledes
- Arròs amb fesols i naps
- Paella amb faves, carxofes i conill
- Coca de tomaca
- Carquinyolis, pasta d'ou, farina, sucre i ametlla
- Pastissets de moniato
- Codonyat
- Gemes i nous al fondant

## Personatges cèlebres
- Josep Segrelles, pintor
- Elies Tormo, historiador i crític d'art (1869-1957)
- Manuel Ureña Pastor, Arquebisbe de Saragossa i Fill Predilecte de la Ciutat d'Albaida
- Sant Lluís Beltran
- Beat Nicolás Factor
- M. Carroça de Vilaragut (segle xiv-xv) fou senyora d'Alabaida
- Modest Pastor i Julià (1825-1889), escultor.